# Pohjois-Savo
Pohjois-Savo (Nederlands: Noord-Savonië; Zweeds: Norra Savolax) is een Finse regio met 248.363 inwoners op een gebied van 17.344,53 km² (2021).

## Gemeenten
Pohjois-Savo telt in 2022 de volgende gemeenten:
| - Iisalmi - Joroinen - Kaavi - Keitele - Kiuruvesi - Kuopio - Lapinlahti | - Leppävirta - Pielavesi - Rautalampi - Rautavaara - Siilinjärvi - Sonkajärvi | - Suonenjoki - Tervo - Tuusniemi - Varkaus - Vesanto - Vieremä |

Åland · Etelä-Pohjanmaa · Etelä-Savo · Kainuu · Kanta-Häme · Keski-Pohjanmaa  · Kymenlaakso · Lapin maakunta · Midden-Finland · Noord-Karelië · Österbotten · Päijät-Häme · Pirkanmaa · Pohjois-Pohjanmaa · Pohjois-Savo · Satakunta · Uusimaa · Zuid-Karelië · Zuidwest-Finland